# Смёрк, Роберт
Роберт Смёрк (англ. Robert Smirke; 1 октября 1780, Лондон — 18 апреля 1867, Челтнем, Глостершир) — английский архитектор, представитель движения «греческого возрождения» — одного из течений искусства западноевропейского неоклассицизма второй половины XVIII — начала XIX века.

## Биография
Роберт Смёрк был одним из двенадцати детей живописца-портретиста Роберта Смёрка (1752—1845). Учился в школе Эспли в Бедфордшире, изучал латынь, греческий, французский языки и рисование. С 1796 года обучался архитектуре у Джона Соуна, мастера английского классицизма, а затем, с 1797 года — в Королевской Академии художеств. В 1801 году в сопровождении старшего брата Ричарда он отправился в поездку по городам Европы: Брюссель, Париж, Берлин, Потсдам, Прага, Дрезден, Вена. Смёрк изучал архитектуру в поездке по Италии. Он посетил Флоренцию, Венецию и Виченцу, чтобы увидеть архитектуру Палладио, а также Падую, Геную, Рим, Неаполь и Сицилию. Затем он отправился в Грецию, изучал античные памятники Афин, Коринфа, Дельф, Фив и Олимпии.
Он восторженно писал отцу: «Как я могу по дать вам представление о том, какое огромное удовольствие я получил от древних зданий Афин! Как сильно выражены в них величие и эффект простоты в архитектуре! Храм Фесуса (Храм Гефеста)… не может не привлекать внимание каждого из-за достойной торжественности его внешнего вида. Храм Минервы (Парфенон)… поражает своим величием. Мы были там месяц. Впечатление, которое у меня возникло… не ослабевало, хотя я мог с удовольствием провести там гораздо больше времени… Все, что я мог сделать в Афинах, — это смотреть на них, надеясь, что они послужат мне памятным образцом».
В 1805 году Смёрк стал членом Лондонского общества антикваров и Клуба архитекторов. В 1807 году — архитектором Королевского монетного двора. В следующем году он был избран ассоциированным членом Королевской академии, а в 1811 году — полным академиком. Его конкурсная работа была посвящена проекту реконструкции Афинского Акрополя.
Отношения Смёрка и архитектора Джона Соуна были испорчены после того, как последний раскритиковал работу Смёрка по реконструкции театра Ковент-Гарден. В 1813 году вместе с Джоном Нэшем и сэром Джоном Соуном Смёрк стал официальным архитектором Управления работ. В 1820 году — казначеем Королевской академии. Роберт Смёрк был посвящен в рыцари в 1832 году и в 1853 году получил золотую медаль Королевского института британских архитекторов (Royal Institute of British Architects (RIBA). Он отошел от практики в 1845 году, в 1859 году подал в отставку из Королевской академии и удалился в Челтнем, где жил в доме Монпелье на Саффолк-сквер. Умер 18 апреля 1867 года и был похоронен на кладбище Святого Петра в Лекхемптоне.

## Архитектурное творчество
Известно, что Роберт Смёрк спроектировал или реконструировал более двадцати церквей, более пятидесяти общественных зданий и более шестидесяти частных домов.
Роберт Смёрк был членом партии тори и активен в политике. Его друзья по Королевской академии, такие как сэр Томас Лоуренс, Джордж Дэнс, Бенджамин Вест и Джозеф Фарингтон, познакомили его с такими покровителями, как: Джон Гамильтон, 1-й маркиз Аберкорн; Генри Дандас, 1-й виконт Мелвилл; сэр Джордж Бомонт, 7-й баронет; Джордж Гамильтон-Гордон, 4-й граф Абердина; Фрэнсис Сеймур-Конвей, 3-й маркиз Хертфорд и другими. Эти политики и аристократы обеспечили его быстрое продвижение по службе и обилие заказов.
Первая большая работа Смёрка — реконструированный театр Ковент-Гарден. Это была первая постройка в Лондоне в «греческом дорическом стиле» (1808—1809; позднее здание театра было перестроено). После этой постройки Смёрк вместе с Джоном Соуном и Уильямом Уилкинсом стал ведущей фигурой в архитектуре «греческого возрождения» в Англии.
По мнению Чарльза Локка Истлейка, Роберт Смёрк занял также третье место среди архитекторов готического возрождения своего поколения после Джона Нэша и Джеймса Уайетта, но подверг критике его работы за театральность.

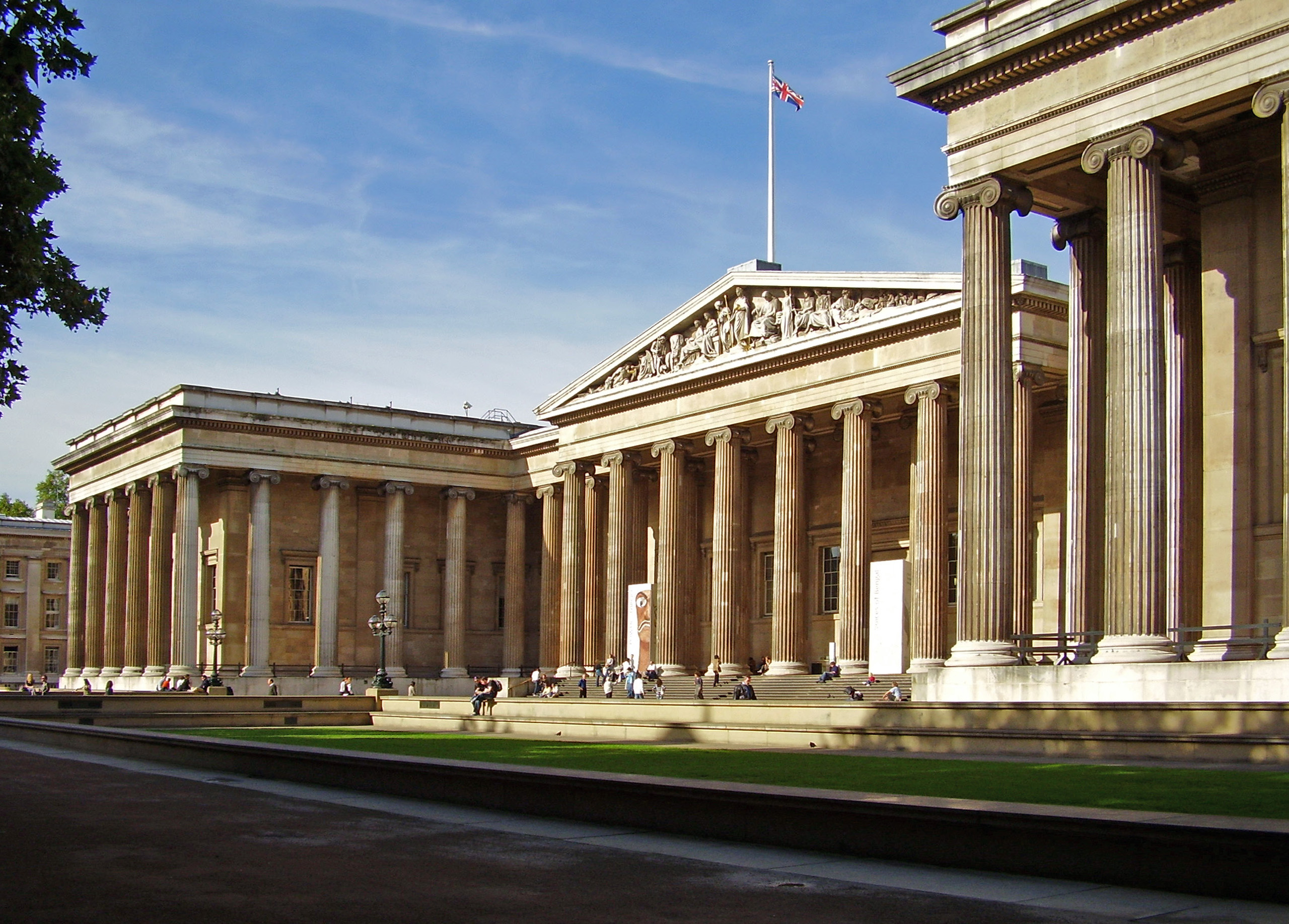
Здание Британского музея в Лондоне. 1823—1831

К наиболее известным работам Смёрка относится здание Британского музея в Лондоне, с колоннадой и восьмиколонным портиком ионического ордера, построенное им в 1823—1831 годах. Фасад музея — воплощение идеи неоклассицизма. Смёрк создал здание на месте бывшего особняка Монтегю-Хаус, расположив колонны и портик в соответствии с классической трёхчастной схемой. Ныне это главный историко-археологический музей Великобритании, второй по посещаемости в мире из художественных музеев после парижского Лувра.
К работам Смёрка относится Королевский физический колледж на Трафальгарской площади (здание построено в 1824—1827 гг.), здание Оксфордского и Кембриджского клуба на Пэлл-Мэлл, сооруженное в 1837 году. Клуб, который был создан почти двести лет назад для встреч двух станинных британских университетов в столице, работает и в наше время. Также к произведениям Смёрка относится здание Королевской почты (1825—1829). Архитектор работал и за пределами столицы, в Глостере, Херефорде, Бристоле.
Роберт Смёрк известен и тем, что смело применял новые технологии и материалы: бетон, железо, чугун, сочетая из с классицистическими формами и ордерной декорацией.
В 1806 году Смёрк опубликовал первый и единственный том предполагаемой серии книг «Образцы континентальной архитектуры» (Specimens of Continental Architecture). Смёрк начал писать обширный трактат об архитектуре в 1815 году, но не завершил. В нём он выразил свое восхищение архитектурой древней Греции. Он охарактеризовал древнегреческую архитектуру как «самую благородную» и «первичную простоту». Он противопоставил её архитектуре Древнего Рима, которую он заклеймил «испорченным римским вкусом» по причине избыточности орнамента. О готической архитектуре Смёрк отзывался пренебрежительно как об «отвратительных останках».
Среди его учеников были Льюис Вуллиами, Уильям Берн, Чарльз Роберт Кокерелл, Генри Джонс Андервуд, Генри Робертс и его собственный брат Сидней Смёрк (1798—1877), наиболее известный благодаря постройке круглого читального зала библиотеки Британского музея (1854—1857). Другой брат Роберта, Эдвард Смёрк, был адвокатом и антикваром, а их сестра Мэри — известным художником и переводчиком.